# Hoffer Károly
Hoffer Károly (Kapuvár, 1985. március 11. –) magyar bábszínész.

## Életpályája
A soproni Berzsenyi Dániel Evangélikus Gimnáziumban érettségizett. 2007-ben szerezte első diplomáját a szombathelyi Berzsenyi Dániel Tanárképző Főiskola tanító-rajztanár szakán. 2007–2008-ban a Kolibri Színház stúdiósa volt. 2008–2013 között a Színház- és Filmművészeti Egyetem hallgatója volt, színművész szakon, bábszínész szakirányon. 2011-től játszik a Budapesti Bábszínház előadásaiban, melynek 2013-tól tagja. 2014-től a Színház- és Filmművészeti Egyetem doktori iskolájának hallgatója. Zeneszerzéssel, rendezéssel és látványtervezéssel is foglalkozik.

## Fontosabb színházi szerepei
- Bíró, Lopez, Periuner – Bertolt Brecht: A gömbfejűek és a csúcsfejűek (rendező: Zsótér Zsándor, Színház- és Filmművészeti Egyetem)
- Frank Wedekind: A tavasz ébredése (rendező: Alföldi Róbert, Színház- és Filmművészeti Egyetem)
- Csokonai Vitéz Mihály: Karnyóné (rendező: Gothár Péter, Színház- és Filmművészeti Egyetem)
- Hephaisztosz – Homérosz–Gimesi Dóra: Olympos High School (rendező: Tengely Gábor, Színház- és Filmművészeti Egyetem)
- Mustapha Mond, világellenőr, Alfa-dupla-plus – Aldous Huxley: Szép új világ (rendező: Csizmadia Tibor, Színház- és Filmművészeti Egyetem)
- Narancs báró, Répa nyomozó – Gianni Rodari-Khaled-Abdo Szaida: Hagymácska (rendező: Veres András)
- Mini – Kolozsi Angéla: Unokák a  polcon (rendező: Schneider Jankó)
- Kiszőce Bubus – Caryl Churchill: Az iglic (rendező: Tengely Gábor)
- Kamal, kengyelfutó – Wilhelm Hauff-Markó Róbert: A kis Mukk (rendező: Csató Kata)
- Szigfrid – P. I. Csajkovszkij-Góczán Judit: A hattyúk tava (rendező: Balázs Zoltán)
- Hétszünyű Kapanyányimonyók – Szálinger Balázs: Fehérlófia
- Lázár Ervin–Gimesi Dóra: A Hétfejű Tündér (rendező: Kuthy Ágnes)
- Madách Imre: Az ember tragédiája (rendező: Garas Dezső)
- Kay – Jevgenyij Svarc: Hókirálynő (rendező: Fige Attila)
- Sven, muklafiú – Sven Nordqvist-Fekete Ádám: Pettson és Findusz (rendező: Bereczki Csilla)
- Nyúl Benjámin – Beatrix Potter-Fekete Ádám: Nyúl Péter (rendező: Ellinger Edina)
- Drosselmeyer nagybácsi – P. I. Csajkovszkij: DIótörő (rendező: Szőnyi Kató, felújítás: Meczner János)

## Díjai, elismerései
- Színikritikusok Díja – A legjobb gyerek- és ifjúsági színházi előadás: Semmi (2013)
- Lengyel Pál-díj – a legjobb rendezőnek a Semmi című előadásért (VII. Kaposvári ASSITEJ Gyermek- és Ifjúsági Színházi Biennálé, 2014)
- Junior Prima Díj (2015)
- A színészi összmunka díja (A Hétfejű Tündér) – 18. Arany Szikra Fesztivál, Kragujevac (2015)
- Lengyel Pál-díj – a legjobb ifjúsági színházi előadás rendezőjének, Az időnk rövid története című előadásért (VIII. Kaposvári ASSITEJ Gyermek- és Ifjúsági Színházi Biennálé  (2016)
- Színikritikusok Díja – A legjobb gyerek-/ifjúsági színházi előadás: Az időnk rövid története (2016)